# Roger Milhau
Roger Milhau (Francia, 29 de marzo de 1955) es un atleta francés retirado especializado en la prueba de 800 m, en la que consiguió ser campeón europeo en pista cubierta en 1980.

## Carrera deportiva
En el Campeonato Europeo de Atletismo en Pista Cubierta de 1980 ganó la medalla de oro en los 800 metros, con un tiempo de 1:50.2 segundos, por delante del húngaro András Paróczai (plata con 1:50.3 segundos) y del alemán Herbert Wursthorn.